# 岳麓山对囊蕨
岳麓山对囊蕨（学名：Deparia abbreviata）也称岳麓山假蹄盖蕨，为蹄盖蕨科对囊蕨属下的一个种。